# Alaskas historie
Alaskas historie begynder under sidste istid, da de første mennesker fra Sibirien passerer over Beringstrædet, da dette var isfrit og fast land, til Alaska og Nordamerika. Alaskas nyere historie begynder, da området inddrages i først Ruslands og senere USAs økonomi og politik.

## Under Rusland
Kysten omkring Mount Saint Elias og Aleuterne blev først opdaget og delvis undersøgt i 1741 af en russisk ekspedition under danskeren Vitus Bering. I den følgende tid grundedes hist og her for pelshandelens skyld russiske handelspladser, og i 1799 overdrog kejser Paul handelen på Alaska til et russisk-amerikansk pelsværkskompagni. Da hele jagten var overladt til indfødte jægere, vedblev hele det indre af Alaska længe at være ukendt. I 1829 grundlagde Kolmakov den befæstede plads Kolmakovsky ca. 400 km inde i landet, og 1832 berejste Glazunow egnene mellem Nedre Yukon og Kuskokvim, 1842 undersøgte Zagoskin’s ekspedition hele det vestlige parti, og handelskompagniet anlagde efterhånden henved 40 stationer, dels ved kysten dels langs Yukon. Hovedpladsen for handelen blev Ny-Archangelsk på Sitka-Øen. I 1863 udløb kompagniets privilegier, og 1867 afhændede Rusland hele Alaska med tilhørende øer til De Forenede Stater for en sum af 7.200.000 Dollars.

## Under USA
En ganske uventet betydning fik Alaska, da man i 1896 fandt guld ved østgrænsen og i nærheden af det på kanadisk grund liggende Klondike. En livlig trafik udviklede sig på de to veje til denne afsides egn, nemlig fra Lynn-Kanalen over Dyea- og White-Passet til øvre Yukon samt fra Yukon-deltaet op ad floden til den på kanadisk grund liggende by Dawson City, der med fænomenal hast skød i vejret. På meget kort tid opstod nye byer som Dyea, Skagway, Circle City, Nome og Fairbanks, og befolkningen i de ældre byer Sitka, Wrangell, Juneau voksede stærkt. Der åbnedes ny dampskibslinier til Alaska, og allerede i 1899 blev den vanskeligste bjergpassage overvundet ved et jernbaneanlæg, og senere kom andre baneanlæg til således, at Alaska i 1911 i alt havde 670 km jernbane, fordelte på 4 særskilte linjer.
Grænsen mellem Alaska og Dominion of Canada blev for den sydlige dels vedkommende bestemt ved grænsekommissionen 1903, hvis resultat var det for Canada ugunstige, at det lukkedes ude fra forbindelse med alle fjorde og indskæringer nord for Portland Channel. Den nordlige del af grænsen bestemtes ved traktat af 1906 at skulle følge 141° v. l., hvilken meridian allerede nævnes i traktaten af 1825 mellem Rusland og England.
 Der er for få eller ingen kildehenvisninger i denne artikel, hvilket er et problem. Du kan hjælpe ved at angive troværdige kilder til de påstande, som fremføres i artiklen.